# Stazione di Bussoleno
La stazione di Bussoleno è una stazione ferroviaria, a servizio dell'omonimo comune, posta lungo la linea Torino-Modane e capolinea della linea per Susa.

## Storia
Il 1º maggio 1913 venne attivato l'esercizio a trazione elettrica a corrente alternata trifase della tratta da Bussoleno a Salbertrand; seguirono il 2 agosto 1919 la breve diramazione per Susa, e il 26 novembre dell'anno successivo la tratta mancante fino a Torino. Tutte le linee vennero convertite alla corrente continua il 28 maggio 1961.

## Struttura e impianti
La stazione è gestita da Rete Ferroviaria Italiana.
La stazione è dotata di un fabbricato viaggiatori sviluppato su due livelli di cui solo il piano terra è accessibile da parte dei viaggiatori. Era inoltre presente uno scalo merci, al 2018 dismesso, con annesso magazzino.
Il piazzale binari è composto da quattro binari passanti e un tronchino.
Tutti i binari destinati al servizio viaggiatori sono collegati da un sottopassaggio e coperti parzialmente di pensiline in cemento.

## Movimento
La stazione è servita da treni regionali in servizio sulla tratta linea 3 del Servizio ferroviario metropolitano di Torino, operati da Trenitalia nell'ambito del contratto di servizio stipulato con la Regione Piemonte, per Susa e Bardonecchia.

## Servizi
La stazione offre i seguenti servizi:
- Biglietteria a sportello
- Biglietteria automatica
- Posto di Polizia Ferroviaria
- Servizi igienici